# Charles Rolls
Charles Stewart Rolls (Londra, 27 agosto 1877 – Bournemouth, 12 luglio 1910) è stato un imprenditore britannico, fondatore con Henry Royce della Rolls-Royce Limited.

## Biografia
Era membro di una nobile famiglia britannica (il padre era il primo barone di Llangattock); frequentò prima Eton e successivamente Cambridge.
Appassionato di tecnologia e motoristica, intraprese l'attività imprenditoriale prima come importatore e rivenditore di automobili francesi e poi, nel 1906, in società con Henry Royce fondò la Rolls-Royce. Royce rivestiva la veste di produttore e Rolls quella di esclusivista nella distribuzione delle autovetture.
Fu pilota temerario e fu anche il primo aviatore a completare un doppio attraversamento della Manica. Morì proprio in un incidente aeronautico, primo cittadino britannico nel primo incidente aereo mortale avvenuto in Gran Bretagna ad un velivolo a motore, a causa della rottura della coda del suo Wright Flyer nei cieli di Bournemouth, in Inghilterra, nel 1910.